# تیون واتکینز
تیون واتکینز (انگلیسی: Tionne Watkins؛ زادهٔ ۲۶ آوریل ۱۹۷۰) خواننده-ترانه‌پرداز، هنرپیشه و مدل اهل ایالات متحده آمریکا است که با گروه تی‌ال‌سی به شهرت رسید.